# Daniil Chudjakov
Daniil Dmitrievič Chudjakov (in russo Даниил Дмитриевич Худяков?; trasl. angl. Daniil Khudyakov; Mosca, 9 gennaio 2004) è un calciatore russo, portiere dello Sturm Graz.

## Caratteristiche tecniche
Portiere longilineo e di elevata statura (1.94 m), fa dell'agilità il suo punto di forza.

## Carriera

### Club
Cresciuto nel settore giovanile della Lokomotiv Mosca, debutta in prima squadra il 25 settembre 2021 in occasione della partita di campionato pareggiata per 0-0 contro il Chimki, sostituendo il centrocampista Sergej Babkin in seguito all'espulsione del portiere Guilherme. Il 30 settembre esordisce da titolare in competizioni europee in occasione del match di UEFA Europa League contro la Lazio. Con questa presenza risulta essere il più giovane portiere russo a esordire in competizioni internazionali, superando il precedente record appartenuto a Igor' Akinfeev.

### Nazionale
Vanta presenze con tutte le rappresentative giovanili russe dall'Under-16 all'Under-18.

## Statistiche

### Presenze e reti nei club
Statistiche aggiornate al 23 marzo 2023.
| Stagione               | Squadra                | Campionato             | Campionato | Campionato | Coppe nazionali | Coppe nazionali | Coppe nazionali | Coppe continentali | Coppe continentali | Coppe continentali | Altre coppe | Altre coppe | Altre coppe | Totale | Totale |
| Stagione               | Squadra                | Comp                   | Pres       | Reti       | Comp            | Pres            | Reti            | Comp               | Pres               | Reti               | Comp        | Pres        | Reti        | Pres   | Reti   |
| ---------------------- | ---------------------- | ---------------------- | ---------- | ---------- | --------------- | --------------- | --------------- | ------------------ | ------------------ | ------------------ | ----------- | ----------- | ----------- | ------ | ------ |
| 2019-2020              | Kazanka Mosca          | 2D                     | 13         | -14        |                 | -               | -               |                    | -                  | -                  |             | -           | -           | 13     | -14    |
| 2021-2022              | Kazanka Mosca          | 2D                     | 2          | -4         |                 | -               | -               |                    | -                  | -                  |             | -           | -           | 2      | -4     |
| Totale Kazanka Mosca   | Totale Kazanka Mosca   | Totale Kazanka Mosca   | 15         | -18        |                 | -               | -               |                    | -                  | -                  |             | -           | -           | 15     | -18    |
| 2021-2022              | Lokomotiv Mosca        | PL                     | 12         | -17        | CR              | 1               | -4              | UEL                | 2                  | -4                 | SR          | 0           | 0           | 15     | -25    |
| 2022-2023              | Lokomotiv Mosca        | PL                     | 14         | -30        | CR              | 5               | -5              |                    | -                  | -                  |             | -           | -           | 19     | -35    |
| Totale Lokomotiv Mosca | Totale Lokomotiv Mosca | Totale Lokomotiv Mosca | 26         | -47        |                 | 6               | -9              |                    | 2                  | -4                 |             | 0           | 0           | 34     | -60    |
| Totale carriera        | Totale carriera        | Totale carriera        | 41         | -65        |                 | 6               | -9              |                    | 2                  | -4                 |             | 0           | 0           | 49     | -78    |

## Palmarès

### Club

#### Competizioni nazionali
- Campionato austriaco: 1

Sturm Graz: 2024-2025